# Варшавка (Кармаскалинський район)
Варша́вка (рос. Варшавка, башк. Варшавка) — присілок у складі Кармаскалинського району Башкортостану, Росія. Входить до складу Шаймуратовської сільської ради.
Населення — 105 осіб (2010; 96 в 2002).
Національний склад:
- башкири — 90 %